# Gare d’Ossun
Gare d'Ossun – stacja kolejowa w Ossun, w departamencie Pireneje Wysokie, w regionie Oksytania, we Francji.
Została otwarta w 1866 roku przez Compagnie des chemins de fer du Midi et du Canal latéral à la Garonne. Jest stacją Société nationale des chemins de fer français (SNCF), obsługiwaną przez pociągi regionalne TER Midi-Pyrénées. Jest to również najbliższa stacja obsługująca Port lotniczy Lourdes.